# زیگموند ژلینسکی
زیگموند ژلینسکی (لهستانی: Zygmunt Zieliński; ۱ اوت ۱۸۵۸ – ۱۱ آوریل ۱۹۲۵) سرهنگ  ارتش اتریش-مجارستان و ارتشبد لهستانی بود.
او در سال ۱۹۱۴ داوطلبانه به هنگ‌های لهستانی در جنگ جهانی اول پیوست و در سال ۱۹۱۵ فرمانده تیپ سوم آن شد. ژلینسکی همچنین از سال ۱۹۱۷ تا ۱۹۱۸ فرمانده سپاه کمکی لهستان بود. پس از پایان جنگ جهانی اول و استقلال لهستان، ژلینسکی در جنگ لهستان و اوکراین و جنگ لهستان-شوروی فرماندهی واحدهایی از ارتش لهستان را به عهده داشت.
او در سال ۱۹۲۲ از ارتش بازنشسته گشت و چند سال بعد فوت نمود.
ژلینسکی برندهٔ جوایزی همچون نشان عقاب سپید (لهستان)، صلیب دلاوری (لهستان) و لژیون دونور شده‌است.